# Yoshiwara

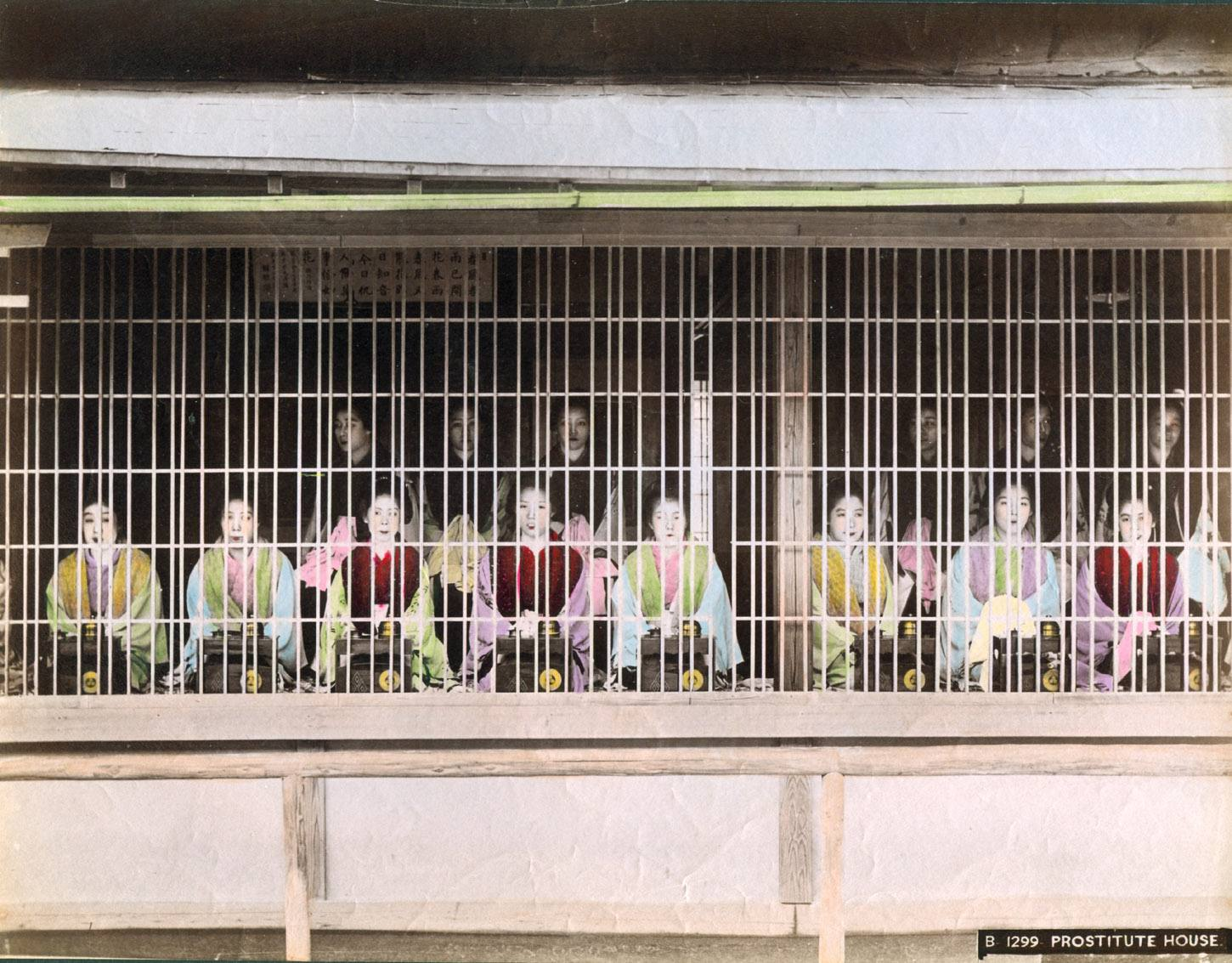
Prostitutes exposades al Yoshiwara durant el període Edo

El Yoshiwara (吉原) va ser un famós districte Akasen (districte vermell) d'Edo (actualment Tòquio), Japó.
A principis del segle xvii, la prostitució masculina i femenina estava ben estesa arreu de les ciutats de Kyoto, Edo i Osaka. Per contrarestar-ho, una ordre de Tokugawa Hidetada, del shogunat Tokugawa, va restringir la prostitució a un determinat districte de cada ciutat. Aquests districtes eren el Shimabara a Kyoto (1640), el Shinmachi a Osaka (1624–1644) i el Yoshiwara a Edo (1617). El motiu principal per a establir aquestes ciutats sense nit va ser l'intent del shogunat Tokugawa d'evitar les intrigues polítiques dels ciutadans nou-rics.

## Història

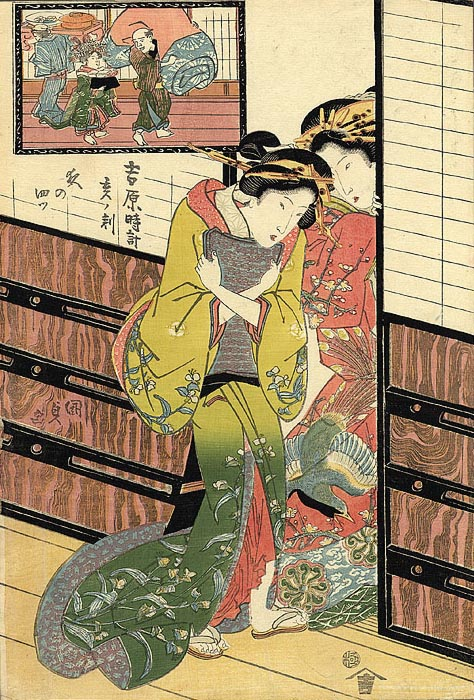
"Hores del Yoshiwara", d'Utagawa Kunisada (Toyokuni III), 1818.

El Yoshiwara es va crear a la ciutat d'Edo, prop de l'actual Nihonbashi, a tocar de l'inici del transitat Tokaido que duu al Kyoto occidental, a l'est del Japó. El 1656, com que el creixement de la ciutat necessitava espai, el govern va decidir traslladar Yoshiwara, i es van fer plans per dur el districte al seu lloc actual al nord d'Asakusa, als afores de la ciutat.
L'antic districte de Yoshiwara es va cremar (junt amb gran part de la ciutat) en l'incendi Meireki de 1657. Es va tornar a construir en un nou lloc, on se'l va denominar Shin Yoshiwara (Nou Yoshiwara), i el lloc antic es va denominar Moto Yoshiwara (Yoshiwara Original). Finalment es va perdre el "Shin", i el nou districte va passar a anomenar-se simplement el Yoshiwara.
El Yoshiwara era la llar d'unes 1.750 dones en la dècada del 1700, amb registres d'unes 3.000 dones de tot el Japó en algun moment donat. El 1893, la zona tenia unes 9.000 dones, moltes de les quals patien la sífilis. Aquestes dones solien ser venudes al bordells pels seus pares a una edat d'entre set i dotze anys. Si la nena tenia sort, podia convertir-se en aprenent de cortesana d'alt rang. Quan la noia era prou gran i un cop acabat l'aprenentatge, passava a ser cortesana i a obrir-se camí pujant rangs. Les noies sovint tenien un contracte amb el bordell per un període d'entre cinc a deu anys, però l'enorme endeutament sovint les mantenia en el bordells tota la seva vida. Hi havia ben poques maneres en què una noia podia sortir del bordell donats tots els seus deutes.
Una sortida de Yoshiwara era que un home ric comprés el seu contracte al bordell i la mantingués com la seva concubina personal. Una altra manera fóra que aconseguís ser prou llesta i tenir prou èxit com per a comprar la seva llibertat. Això no passava gaire sovint, però.
Al Yoshiwara, les classes socials no estaven estrictament dividides. Un plebeu amb prou diners era igual de ben servit que un samurai. Tot i que es dissuadia els samurais d'entrar a l'àrea del Yoshiwara, igualment ho feien sovint. L'únic que se'ls exigia era que deixessin totes les seves armes a la porta d'entrada de la ciutat. També per llei, als clients només se'ls permetia quedar-s'hi una nit i un dia cada vegada.
El Yoshiwara també va esdevenir una forta àrea comercial. Les modes de la ciutat canviaven amb freqüència, creant-se una gran demanda de mercaders i artesans. Tradicionalment, se suposava que les prostitutes només duien unes simples bates blaves, però això rares vegades s'imposava. Les senyores de rang alt sovint vestien a l'última moda del moment, amb acolorits kimonos de seda i ornaments cars i elaborats pels cabells. La moda era tan important al Yoshiwara que sovint marcava les tendències de la resta del Japó.
La zona va quedar molt danyada per un extens incendi el 1913, i després gairebé arrasada per un terratrèmol el 1923. Tot i així, va seguir funcionant fins que el govern japonès va declarar il·legal la prostitució el 1958, després de la Segona Guerra Mundial
Ara Edo es coneix com la ciutat de Tòquio, i la prostitució és tècnicament il·legal, tot i que aquesta suposada il·legalitat s'ha acomplert aplicant una definició del terme bastant forçada (per exemple, la definició de ‘’prostitució’’ per algun motiu no inclou el cas d'un ‘’acord privat’’ al que arribin una dona i un home en un bordell). La zona coneguda com a Yoshiwara, prop de l'estació de metro de Minowa a la Línia Hibiya, ara es coneix com a Senzoku Yon-chō-me i encara manté un gran nombre de soaplands i altres façanes per a serveis sexuals.

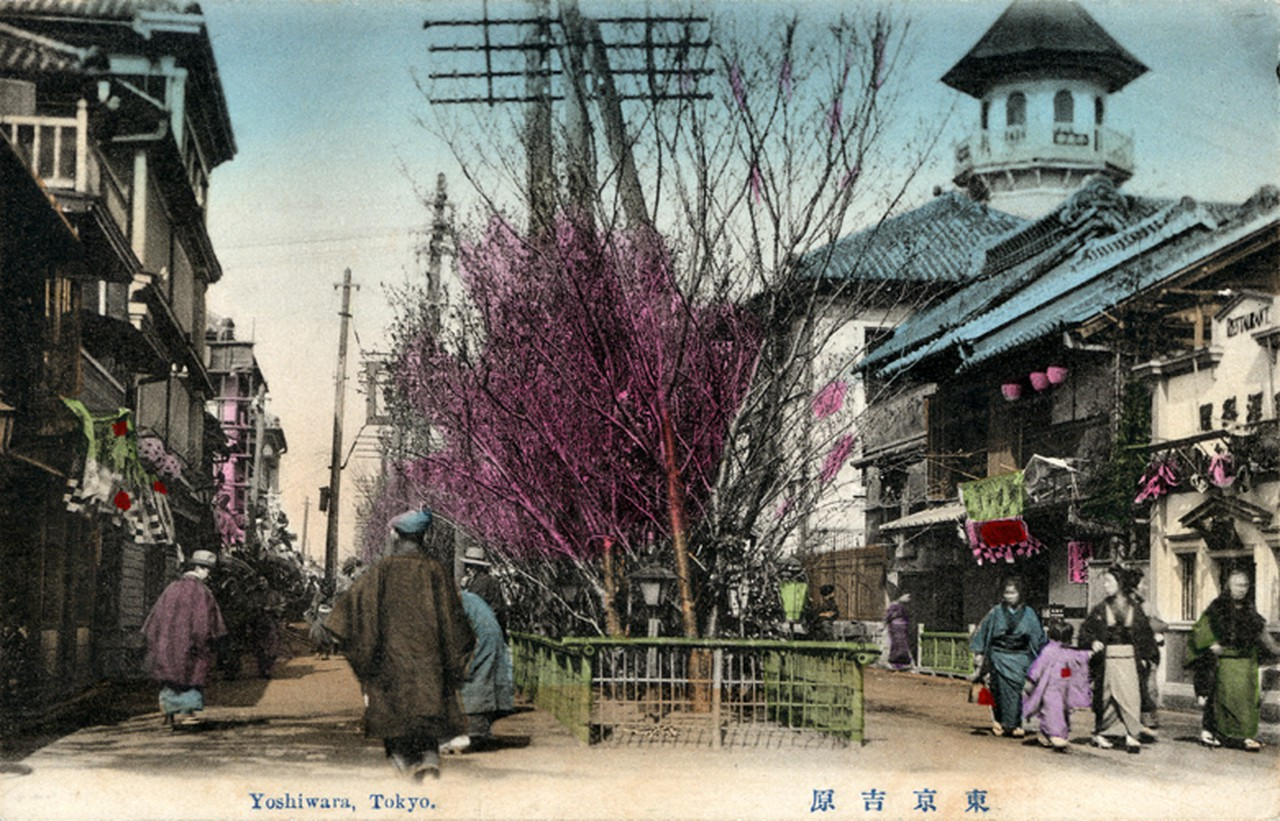
Antiga postal del Yoshiwara

## La gent i els serveis
La gent implicada en el mizu shōbai (水商売) ("la indústria de l'aigua") incloïen hōkan (còmics), kabuki (teatre popular de l'època), ballarins, dandis, llibertins, noies dels salons de te, Kanō (pintors de l'escola oficial de pintura), cortesanes que residien en seirō (cases verdes) i geishes a les seves cases okiya.
Les cortesanes podien ser yūjo (dones de plaer/prostitutes), kamuro (dones joves estudiants), shinzō (dones adultes estudiants), hashi-jōro (cortesanes de rang baix), kōshi-jōro (cortesanes de rang alt just per sota de les tayū), tayū (cortesanes del rang més alt), oiran ("enderroca-castells", anomenades així per la rapidesa amb què podien buidar-li els diners a un dàimio), yarite (acompanyants de més edat d'una oiran), i les yobidashi, que reemplaçaven a les tayū quan el seu preu quedava fora del mercat.
A més de cortesanes, hi havia també geishes, maiko (aprenents de geisha), otoko geisha (geishes masculins), danna (patrocinadors d'una geisha), i okasan (gerents de cases de te de geishes). Tot i així, la línia de separació entre una geisha i una cortesana estava perfectament definida: una geisha no tindria relacions sexuals amb un client, tot i que hi havia excepcions.

## El Yoshiwara avui

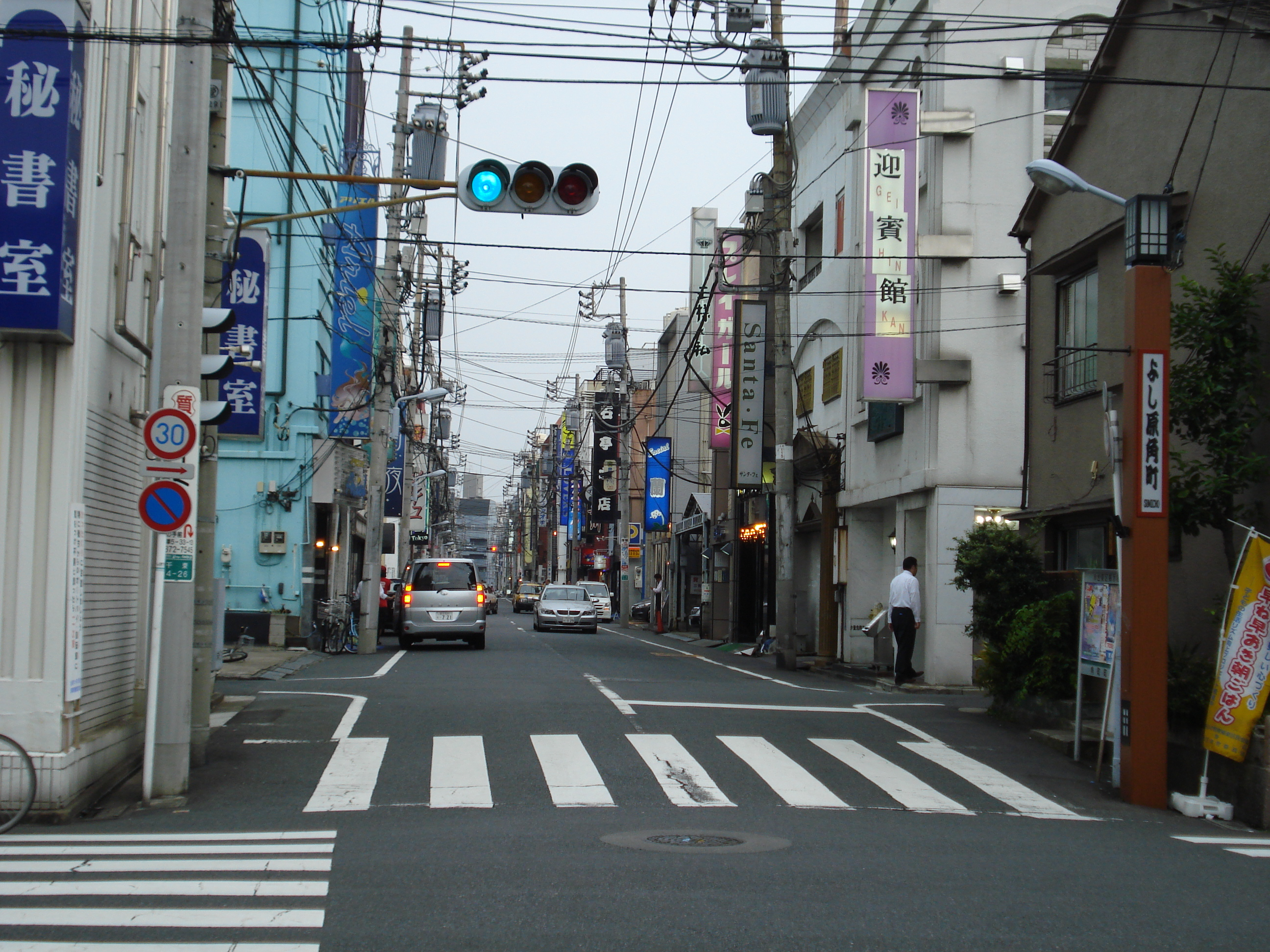
Yoshiwara 2008

Avui, el Yoshiwara es correspon més o menys amb el districte de Taitō-ku de Tòquio. A primer cop d'ull, el Yoshiwara actual és molt semblant a molts altres barris del Tòquio modern, però encara manté llegats del seu passat, com ara establiments comercials relacionats amb el mercat sexual. Encara existeixen l'esquema dels carrers i els temples i santuaris del passat.